# Siné Hebdo
Siné Hebdo est un journal satirique français sans publicité  créé par Siné qui parut de septembre 2008 à avril 2010, avant de devenir Siné Mensuel.

## Historique

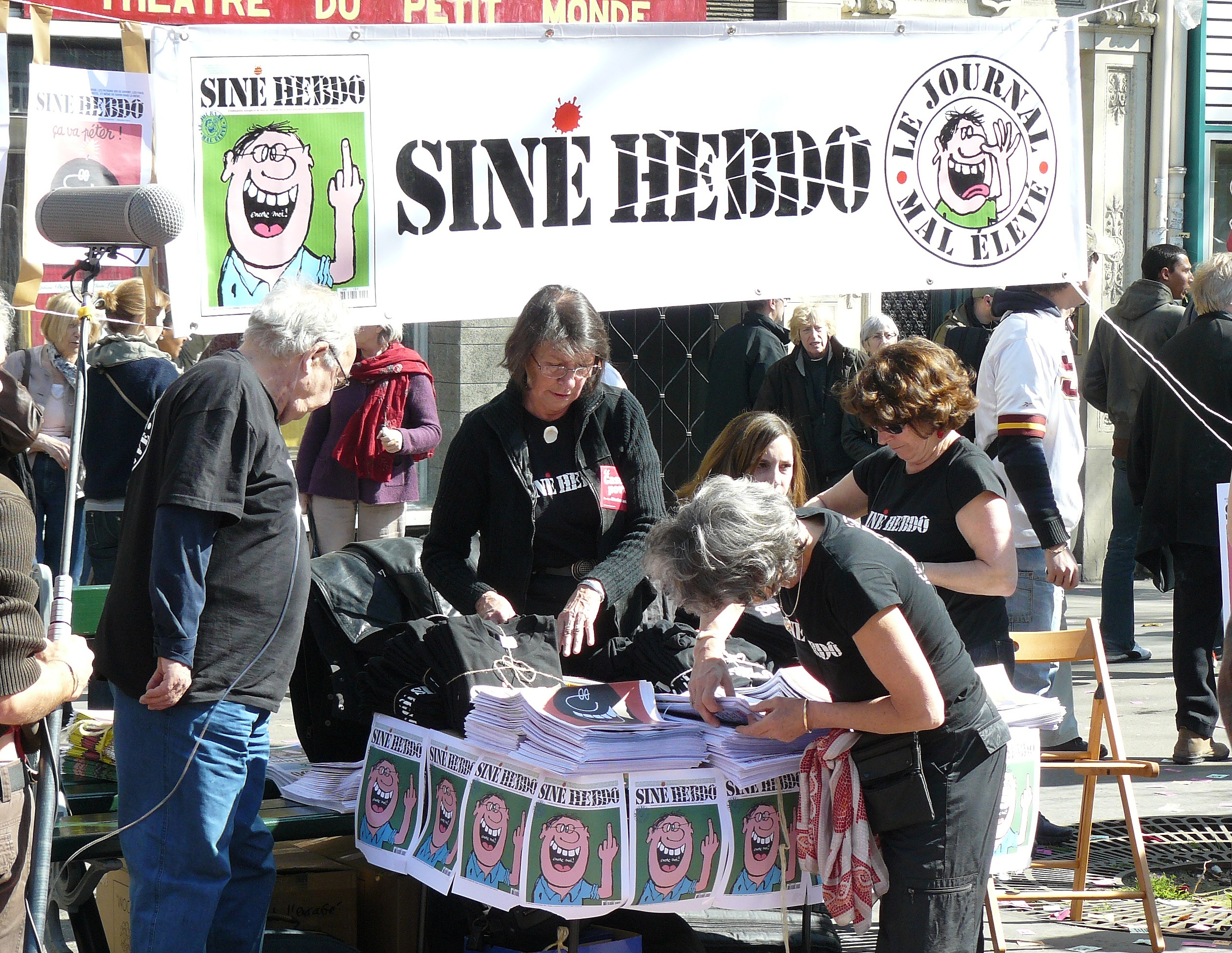
Siné et le stand de l'Hebdo lors de la manifestation du 19 mars 2009 à Paris

À la suite de son éviction de l'hebdomadaire Charlie Hebdo durant l'été 2008, à la suite de l'affaire Siné, Siné annonce la création de cet hebdomadaire le 27 août 2008 en ces termes : « Comment vous prouver mieux ma gratitude que de sortir un canard qui ne respectera rien, n'aura aucun tabou, qui chiera tranquillement dans la colle et les bégonias sans se soucier des foudres et des inimitiés de tous les emmerdeurs ! ». Le premier numéro est paru le 10 septembre 2008.
Siné Hebdo, lancé mercredi 10 septembre, était « en rupture de stock dans de très nombreux points de vente dès la fin de matinée, malgré un tirage de 140 000 exemplaires ». Les 140 000 exemplaires du premier tirage ont été vite épuisés, et deux retirages de 5 000 puis de 15 000 exemplaires ont été faits. En conséquence, le tirage du deuxième numéro de Siné Hebdo, qui devait être de 80 000, pourrait être revu à la hausse, à 140 000 exemplaires. Au bout d'un mois de parution, les ventes moyennes de l'hebdomadaire sont de 120 000 exemplaires.
Les locaux de la rédaction de Siné Hebdo ont été visités dans la nuit du samedi 4 au dimanche 5 octobre 2008. Des ordinateurs, contenant le fichier d'abonnés, les coordonnées complètes des collaborateurs du journal, le fichier des 10 000 soutiens à Siné, et l'ensemble des travaux déjà publiés et des projets du journal, ont été volés.
En mai 2009 Siné Hebdo revendique 60 000 exemplaires par semaine et dépasse son concurrent Charlie Hebdo qui en vend 38 000.
Siné Hebdo souffle sa première bougie le 9 septembre 2009 et sort à l'occasion un hors-série spécial anniversaire.
Le 29 mars 2010, au lendemain du No Sarkozy Day parrainé par le journal, Catherine Sinet annonce la faillite de l'hebdomadaire.
Le dernier numéro (86) est sorti le 28 avril 2010.
En septembre 2010, quelques anciens de Siné Hebdo fondent le journal La Mèche, qui disparaît avec le numéro 13 (daté du vendredi 10 décembre 2010), soit quelques mois seulement après son lancement.
Le 7 septembre 2011, paraît le 1er numéro de Siné Mensuel, nouveau périodique lancé par Siné, sa femme Catherine Sinet et l’ensemble de l'équipe dirigée par Emmanuelle Veil.

## Collaborateurs du journal

### Les rédacteurs
| - André Langaney - Arthur (disparu en 2010) - Bernard Gasco - Benoît Delépine - Bernard Joubert - Bourmaut (mots croisés) - Bruno Gaccio - Christophe Alévêque - Delfeil de Ton - Denis Robert - Didier Porte - Dror (chronique musicale) - Emmanuelle Veil (journaliste, a quitté Charlie Hebdo en février 2009) - Etienne Liebig | - Frédéric Bonnaud - Frédogre (Fred Burguière) - Georges Yoram Federmann - Gérard Filoche - Gudule - Gus Massiah - Guy Bedos - Isabelle Alonso - Jackie Berroyer (libre chronique) - Jean-Christophe Piquet-Boisson (rubrique gastronomique) - Jean-Marie Brohm - Jean-Pierre Bouyxou (Chronique cinématographique) - Julie Le Bolzer - Liliane Roudière (a quitté Charlie Hebdo en février 2009) | - Martin - Maurice Rajsfus - Michel Onfray - Michel Warschawski - Noël Godin (chronique littéraire) - Normand Baillargeon - Pierre Concialdi - Philippe Pichon (commandant de police) - Raoul Vaneigem - Roland Agret - Serge Quadruppani (feuilleton policier) - Sylvie Caster |

### Les dessinateurs
| - Aurel - Avoine - Bar (Barros) - Berth - Brouck - Carali - Chimulus - Decressac - Diego Aranega - Étienne Delessert | - Faujour - Flavien - Francis Kuntz (« Kafka ») - Gab - Goubelle - Jean-Christophe Lie - Jean-Pierre Desclozeaux - Jiho - Jonathan Reichhardt (alias John) - Kap | - Large - Lasserpe - Lindingre - Loup - Martin - Miss.Tic - Mix & Remix - Mric - Pakman - Philippe Geluck | - Philippe Vuillemin - Poussin - Rémi - Remi Malingrëy - Ronald Searle - Rousso - Sergio - Slim - Solé - Tardi - Vela |